# Вакульчик Валерій Павлович
Валерій Павлович Вакульчик (білорус. Валерый Паўлавіч Вакульчык; нар. 19 червня 1964, Радостово, Дрогичинський район, Брестська область, Білоруська РСР, СРСР) — білоруський державний діяч, один з керівників білоруських спецслужб, генерал-лейтенант (2015). Помічник президента Республіки Білорусь — інспектор по Брестській області з 29 жовтня 2020 року.  

## Біографія
Народився у селянській родині. У 1985 році закінчив Харківське гвардійське вище танкове командне училище, після чого служив у Збройних силах СРСР. У 1992 році закінчив Вищі курси контррозвідки КДБ СРСР. 
З 1991 року служив у прикордонних військах і КДБ Білорусі. У 2008 – 2011 роках — начальник Оперативно-аналітичного центру при Президенті Білорусі. У 2011 році закінчив Академію державного управління при Президенті Республіки Білорусь. 
Із 24 жовтня 2011 по 16 листопада 2012 року — голова Слідчого комітету Білорусі. З 16 листопада 2012 по 3 вересня 2020 року — голова Комітет державної безпеки Республіки Білорусь. Брав активну участь у придушенні протестів у Білорусі улітку 2020 року. З 3 вересня по 29 жовтня 2020 року — державний секретар Ради безпеки Республіки Білорусь. Із 29 жовтня 2020 року — помічник Президента Республіки Білорусь – інспектор по Брестській області. 
Із 31 серпня 2020 року Валерію Вакульчику заборонили в'їзд до Литви, Латвії та Естонії. 2 жовтня 2020 року Вакульчик був внесений до санкційного списку Європейського Союзу; невдовзі до цих санкцій приєдналася Швейцарія. 

## Нагороди
- Орден Вітчизни III ступеня (Білорусь)
- Медаль «60 років Перемоги у Великій вітчизняній війні 1941-1945 рр.» (Білорусь)